# Baram (langue)
 (juin 2022).
Le baram est une langue tibéto-birmane parlée au Népal.